# Final de la Liga de Campeones de la UEFA 2003-04
La final de la Liga de Campeones de la UEFA 2003-04 se disputó el día 26 de mayo de 2004 en el Arena AufSchalke de Gelsenkirchen, Alemania. Fue la 49.ª edición de la final y los equipos que la disputaron fueron el FC Oporto y el AS Mónaco con resultado de 3–0 para el equipo portugués, que logró su segundo título de la Liga de Campeones de la UEFA.

## Trayectoria de los equipos finalistas

### FC Porto
El Porto comenzó su andadura en el Grupo F junto a Real Madrid, Partizán de Belgrado y Olympique de Marsella. Los portugueses terminaron segundos tras el Real Madrid cediendo tan sólo una derrota contra el conjunto blanco. En octavos de final dieron la campanada al derrotar al poderoso Manchester United de Alex Ferguson; un gol de Costinha en Old Trafford daba al equipo portugués el empate necesario para el pase a cuartos de final tras la victoria del partido de ida.
En cuartos los de Mourinho se enfrentaron al Olympique de Lyon, equipo que maniató a los portugueses en la primera parte de la ida, antes que Deco decidiese para su equipo con un gol y una asistencia a Carvalho, estableciendo el marcador en 2-0. En la vuelta, disputada en Francia, los dos tantos de Maniche hicieron inútil cualquier intento de remontada del conjunto galo, que tan sólo pudo empatar el encuentro por medio de Luyindula y Élber.
El Deportivo fue el rival del Porto en semifinales. Tras un empate a cero en tierra lusa, tras un polémico arbitraje, que daba esperanzas al conjunto gallego, un penal cometido por César Martín sobre Deco y transformado por Derlei dio a los portugueses el billete a su segunda final de la máxima competición europea, diecisiete años después de lograr su hasta entonces único cetro europeo.

### AS Mónaco
El Mónaco comenzó su andadura en el aparentemente poco competitivo Grupo C junto a PSV Eindhoven, AEK Atenas y Deportivo de La Coruña. El equipo del Principado terminó la liguilla como primero de grupo mostrando un amplio despliegue ofensivo que le valió ser junto a la Juventus el conjunto más goleador de la primera fase, gracias a un espectacular 8-3 al conjunto gallego y otra meritoria goleada a los griegos por 4-0. En octavos de final se enfrentó al Lokomotiv de Moscú; el gol de Fernando Morientes en la ida, perdida por 2-1 fue decisivo para que los monegascos obtuvieran el pase a los cuartos de final tras su victoria en la vuelta por 1-0.
En cuartos el Mónaco se enfrentó al Real Madrid, en una eliminatoria en la que los blancos eran favoritos, más tras su victoria en la ida, disputada en el Santiago Bernabéu por 4-2. El gol inicial del capitán madridista Raúl en la vuelta no presagiaba la remontada que el equipo entrenado por Didier Deschamps iba a protagonizar, gracias a los goles de Giuly, por partida doble y Morientes, presentando su candidatura al título y acabando con las esperanzas del equipo merengue.
El rival de semifinales del equipo monegasco fue el Chelsea del italiano Claudio Ranieri. La ida, disputada en el Stade Louis II, terminó con un 3-1 favorable al Monaco que no mermó las esperanzas del club londinense de disputar la final, tal como se pudo demostrar en el partido de Stamford Bridge, donde la eliminatoria se puso por unos minutos del lado inglés con un momentáneo 2-0, antes que el argentino Ibarra recortase distancias al filo del descanso. El posterior tanto de Morientes estableció el empate a dos definitivo, dando el pase al Monaco a la primera final de la Copa de Europa en su historia.

## Desarrollo
Antes de empezar la temporada, difícilmente alguien habría apostado por una final entre el FC Porto y el AS Mónaco. Ambos equipos habían destacado por su solidez y su organización; la misma que les había llevado a eliminar a equipos, en teoría, más poderosos que ellos, como es el caso del Manchester United en el caso del Porto, o el Real Madrid en el caso del Mónaco. Ambos conjuntos partían sobre la base de un sistema organizado y sólido, donde cada jugador sabe la función que debe desempeñar. La final se disputaría en el estadio Arena AufSchalke de Gelsenkirchen, en Alemania, sede de los partidos del Schalke 04. El encuentro sería arbitrado por el colegiado danés Kim Milton Nielsen.
El Porto llegaba a la final de Gelsenkirchen sabiendo que su entrenador, José Mourinho, no seguiría en el club la temporada siguiente. El Porto había ganado su liga doméstica y el año anterior ya había ganado la Copa de la UEFA. El Porto poseía experiencia en su equipo; en la portería estaba el veterano Vítor Baía (exjugador del FC Barcelona), mientras que la defensa la formaban el lateral Paulo Ferreira, el centro de la defensa con el capitán Jorge Costa y Ricardo Carvalho, con Nuno Valente en el lateral izquierdo. Mourinho planteaba un centro del campo fuerte y sólido, con Costinha y Pedro Mendes, mientras que Maniche y Deco tenían una función más ofensiva. La delantera quedaba para el brasileño Carlos Alberto y Derlei.
El Mónaco disputaba la primera final de su historia. Didier Deschamps presentaba una formación 4-3-3; en la portería se situaba el italiano Flavio Roma, mientras que la defensa era para el argentino Hugo Ibarra en la banda derecha y Patrice Evra en la izquierda, con el centro de la defensa para los franceses Julien Rodriguez y Gaël Givet. El centro del campo tenía una vocación principalmente de contención, con el franco-senegalés Édouard Cissé, el griego Andreas Zikos y Lucas Bernardi. Por las bandas se situaban como extremos Jérôme Rothen, y el capitán y héroe del partido contra el Madrid, Ludovic Giuly. El español Fernando Morientes, el hombre que con sus goles había llevado al Mónaco a la final, quedaba como ariete adelantado.
Tal y como se preveía, el partido comenzaba estancado y con los equipos más pendientes de no cometer errores que de generar ocasiones de gol. El Mónaco buscaba el desmarque de sus jugadores más adelantados, sobre todo de Morientes, pero no lograba conectar con el jugador español. El Porto gozaba de una mayor posesión y trataba de realizar triangulaciones rápidas con pases largos, merced a su mayor control del centro del campo. Durante los primeros 20 minutos no se produjo ninguna ocasión clara de peligro, sin embargo, en el minuto 23, el capitán Ludovic Giuly (que hasta entonces había sido el mejor jugador del Mónaco) se tenía que retirar lesionado, siendo sustituido por el atacante croata Dado Pršo. Ninguna jugada de mención se produjo hasta el minuto 39, cuando Carlos Alberto consigue rematar de volea tras un centro-chut de otro jugador del Porto, sorprendiendo al portero Roma. Tras el gol, el Mónaco inicia una tímida reacción saliendo más al ataque, pero al igual que había ocurrido durante toda la primera parte, la incapacidad de generar un juego fluido y la rocosa y organizada defensa de los dragones azules les impedían ocasionar peligro en la portería de Vítor Baía. El partido llegó al descanso con el resultado de 1-0 para el Porto.
Tras el descanso, los monegascos continuaron con la misma táctica ofensiva que en la primera parte, pero era inútil, ya que un solitario Morientes se desmarcaba y sus compañeros le buscaban, pero no le llegaban balones. En el minuto 64, Deschamps retiraba a Cissé para dar entrada a Shabani Nonda, buscando mayor capacidad ofensiva. Por su parte, el Porto aguardaba atrás, conteniendo sin mayores problemas las acometidas del Mónaco, que no llegó a generar ninguna jugada de verdadero peligro durante los primeros 20 minutos de la segunda parte. Sin embargo, en el minuto 71, el Porto contraatacaba tras una jugada del Mónaco, y Deco transformaba el 2-0. Pocos minutos después, en un contraataque similar al del gol anterior, el ruso Dmitri Alenichev (que había entrado sustituyendo a Carlos Alberto) remataba en un mano a mano con Roma, aprovechando un rechace; el Porto sentenciaba la final. De destacar son las imágenes de ilustres aficionados del Mónaco como el príncipe Alberto de Mónaco, o el piloto Michael Schumacher, que no podían ocultar su consternación por la derrota. Finalmente el partido concluyó con el contundente resultado de 3-0 para los portugueses y la segunda Champions League en la historia del FC Porto

## Partido
| 99    | POR   | Vítor Baía       |     |
| 22    | DEF   | Paulo Ferreira   |     |
| 2     | DEF   | Jorge Costa      |     |
| 4     | DEF   | Ricardo Carvalho |     |
| 8     | DEF   | Nuno Valente     |     |
| 23    | MED   | Pedro Mendes     |     |
| 6     | MED   | Costinha         |     |
| 18    | MED   | Maniche          |     |
| 10    | MED   | Deco             | 85' |
| 11    | DEL   | Derlei           | 78' |
| 19    | DEL   | Carlos Alberto   | 60' |
| D. T. | D. T. | José Mourinho    |     |

| 30    | POR   | Flavio Roma        |     |
| 4     | DEF   | Hugo Ibarra        |     |
| 27    | DEF   | Julien Rodriguez   |     |
| 32    | DEF   | Gaël Givet         | 72' |
| 3     | DEF   | Patrice Evra       |     |
| 14    | MED   | Edouard Cissé      | 64' |
| 7     | MED   | Lucas Bernardi     |     |
| 15    | MED   | Andreas Zikos      |     |
| 8     | DEL   | Ludovic Giuly      | 23' |
| 25    | DEL   | Jérôme Rothen      |     |
| 10    | DEL   | Fernando Morientes |     |
| D. T. | D. T. | Didier Deschamps   |     |

| 15 | MED | Dmitri Alenichev | 60' |
| 77 | DEL | Benni McCarthy   | 78' |
| 3  | DEF | Pedro Emanuel    | 85' |

| 9  | DEL | Dado Pršo           | 23' |
| 19 | DEL | Shabani Nonda       | 64' |
| 18 | DEF | Sébastien Squillaci | 72' |

| 39' · 71' · 75' | Carlos Alberto Deco Dmitri Alenichev |  |

| 20' · 40' · 77' | Nuno Valente Carlos Alberto Jorge Costa |

| Principal  | Kim Milton Nielsen |
| Asistentes | Jens Larsen        |
|            | Jørgen Jepsen      |
| Cuarto     | Knud Erik Fisker   |

|                    |     |     |
| Tiros              | 20  | 8   |
| Tiros a puerta     | 9   | 5   |
| Faltas             | 20  | 16  |
| Saques de esquina  | 3   | 4   |
| Fueras de juego    | 1   | 1   |
| Posesión del balón | 64% | 36% |

| Alineación inicial |

| 99    | POR   | Vítor Baía       |     |
| 22    | DEF   | Paulo Ferreira   |     |
| 2     | DEF   | Jorge Costa      |     |
| 4     | DEF   | Ricardo Carvalho |     |
| 8     | DEF   | Nuno Valente     |     |
| 23    | MED   | Pedro Mendes     |     |
| 6     | MED   | Costinha         |     |
| 18    | MED   | Maniche          |     |
| 10    | MED   | Deco             | 85' |
| 11    | DEL   | Derlei           | 78' |
| 19    | DEL   | Carlos Alberto   | 60' |
| D. T. | D. T. | José Mourinho    |     |

| 30    | POR   | Flavio Roma        |     |
| 4     | DEF   | Hugo Ibarra        |     |
| 27    | DEF   | Julien Rodriguez   |     |
| 32    | DEF   | Gaël Givet         | 72' |
| 3     | DEF   | Patrice Evra       |     |
| 14    | MED   | Edouard Cissé      | 64' |
| 7     | MED   | Lucas Bernardi     |     |
| 15    | MED   | Andreas Zikos      |     |
| 8     | DEL   | Ludovic Giuly      | 23' |
| 25    | DEL   | Jérôme Rothen      |     |
| 10    | DEL   | Fernando Morientes |     |
| D. T. | D. T. | Didier Deschamps   |     |

| 15 | MED | Dmitri Alenichev | 60' |
| 77 | DEL | Benni McCarthy   | 78' |
| 3  | DEF | Pedro Emanuel    | 85' |

| 9  | DEL | Dado Pršo           | 23' |
| 19 | DEL | Shabani Nonda       | 64' |
| 18 | DEF | Sébastien Squillaci | 72' |

| 39' · 71' · 75' | Carlos Alberto Deco Dmitri Alenichev |  |

| 20' · 40' · 77' | Nuno Valente Carlos Alberto Jorge Costa |

| Principal  | Kim Milton Nielsen |
| Asistentes | Jens Larsen        |
|            | Jørgen Jepsen      |
| Cuarto     | Knud Erik Fisker   |

|                    |     |     |
| Tiros              | 20  | 8   |
| Tiros a puerta     | 9   | 5   |
| Faltas             | 20  | 16  |
| Saques de esquina  | 3   | 4   |
| Fueras de juego    | 1   | 1   |
| Posesión del balón | 64% | 36% |

| Alineación inicial |

| 99    | POR   | Vítor Baía       |     |
| 22    | DEF   | Paulo Ferreira   |     |
| 2     | DEF   | Jorge Costa      |     |
| 4     | DEF   | Ricardo Carvalho |     |
| 8     | DEF   | Nuno Valente     |     |
| 23    | MED   | Pedro Mendes     |     |
| 6     | MED   | Costinha         |     |
| 18    | MED   | Maniche          |     |
| 10    | MED   | Deco             | 85' |
| 11    | DEL   | Derlei           | 78' |
| 19    | DEL   | Carlos Alberto   | 60' |
| D. T. | D. T. | José Mourinho    |     |

| 30    | POR   | Flavio Roma        |     |
| 4     | DEF   | Hugo Ibarra        |     |
| 27    | DEF   | Julien Rodriguez   |     |
| 32    | DEF   | Gaël Givet         | 72' |
| 3     | DEF   | Patrice Evra       |     |
| 14    | MED   | Edouard Cissé      | 64' |
| 7     | MED   | Lucas Bernardi     |     |
| 15    | MED   | Andreas Zikos      |     |
| 8     | DEL   | Ludovic Giuly      | 23' |
| 25    | DEL   | Jérôme Rothen      |     |
| 10    | DEL   | Fernando Morientes |     |
| D. T. | D. T. | Didier Deschamps   |     |

| 15 | MED | Dmitri Alenichev | 60' |
| 77 | DEL | Benni McCarthy   | 78' |
| 3  | DEF | Pedro Emanuel    | 85' |

| 9  | DEL | Dado Pršo           | 23' |
| 19 | DEL | Shabani Nonda       | 64' |
| 18 | DEF | Sébastien Squillaci | 72' |

| 39' · 71' · 75' | Carlos Alberto Deco Dmitri Alenichev |  |

| 20' · 40' · 77' | Nuno Valente Carlos Alberto Jorge Costa |

| Principal  | Kim Milton Nielsen |
| Asistentes | Jens Larsen        |
|            | Jørgen Jepsen      |
| Cuarto     | Knud Erik Fisker   |

|                    |     |     |
| Tiros              | 20  | 8   |
| Tiros a puerta     | 9   | 5   |
| Faltas             | 20  | 16  |
| Saques de esquina  | 3   | 4   |
| Fueras de juego    | 1   | 1   |
| Posesión del balón | 64% | 36% |

| Alineación inicial |

| 99    | POR   | Vítor Baía       |     |
| 22    | DEF   | Paulo Ferreira   |     |
| 2     | DEF   | Jorge Costa      |     |
| 4     | DEF   | Ricardo Carvalho |     |
| 8     | DEF   | Nuno Valente     |     |
| 23    | MED   | Pedro Mendes     |     |
| 6     | MED   | Costinha         |     |
| 18    | MED   | Maniche          |     |
| 10    | MED   | Deco             | 85' |
| 11    | DEL   | Derlei           | 78' |
| 19    | DEL   | Carlos Alberto   | 60' |
| D. T. | D. T. | José Mourinho    |     |

| 30    | POR   | Flavio Roma        |     |
| 4     | DEF   | Hugo Ibarra        |     |
| 27    | DEF   | Julien Rodriguez   |     |
| 32    | DEF   | Gaël Givet         | 72' |
| 3     | DEF   | Patrice Evra       |     |
| 14    | MED   | Edouard Cissé      | 64' |
| 7     | MED   | Lucas Bernardi     |     |
| 15    | MED   | Andreas Zikos      |     |
| 8     | DEL   | Ludovic Giuly      | 23' |
| 25    | DEL   | Jérôme Rothen      |     |
| 10    | DEL   | Fernando Morientes |     |
| D. T. | D. T. | Didier Deschamps   |     |

| 15 | MED | Dmitri Alenichev | 60' |
| 77 | DEL | Benni McCarthy   | 78' |
| 3  | DEF | Pedro Emanuel    | 85' |

| 9  | DEL | Dado Pršo           | 23' |
| 19 | DEL | Shabani Nonda       | 64' |
| 18 | DEF | Sébastien Squillaci | 72' |

| 39' · 71' · 75' | Carlos Alberto Deco Dmitri Alenichev |  |

| 20' · 40' · 77' | Nuno Valente Carlos Alberto Jorge Costa |

| Principal  | Kim Milton Nielsen |
| Asistentes | Jens Larsen        |
|            | Jørgen Jepsen      |
| Cuarto     | Knud Erik Fisker   |

|                    |     |     |
| Tiros              | 20  | 8   |
| Tiros a puerta     | 9   | 5   |
| Faltas             | 20  | 16  |
| Saques de esquina  | 3   | 4   |
| Fueras de juego    | 1   | 1   |
| Posesión del balón | 64% | 36% |

| Alineación inicial |

|                  |
| Portugal         |
| Campeón FC Porto |
| 2.do Título      |

## Filmografía
- Reportaje UEFA (24-6-2013), «La primera de Mourinho» Archivado el 24 de julio de 2017 en Wayback Machine. en UEFA.com.